# Höchstbetragsbürgschaft
Die Höchstbetragsbürgschaft ist eine Modifikation der Bürgschaft gemäß § 765 BGB. Sie enthält eine betragsmäßig bezifferte Grenze, bis zu der der Bürge dem Gläubiger haftet (Teilbürgschaft). Sie steht insoweit der unbegrenzten Bürgschaft gegenüber.
Der Bürge haftet in der Regel bis zu einem bestimmten Kreditbetrag nebst Nebenkosten (Zinsen, Provisionen und weitere Kosten), soweit vereinbart. Dies stellt für ihn eine Minimierung des Risikos dar, denn er kann für höhere Schulden des Gläubigers, welche beispielsweise durch Schuldzinsen oder Kosten aufgrund von Rechtsverfolgung entstehen, nicht haftbar gemacht werden. Sollen auch künftige Forderungen abgesichert werden durch die Bürgschaft, kommen die Regeln der Globalbürgschaft zum Tragen.
Die Höchstbetragsbürgschaft darf nicht durch Erweiterungsklauseln eingeschränkt werden (Inhaltskontrolle gemäß § 307 Abs. 1, 2 Nr. 2 BGB). Bis zum Urteil des BGH im Jahr 2002 war es allgemeine höchstrichterlich gestützte Geschäftspraxis, mittels Erweiterungsklauseln den Bürgen in eine Haftung zu nehmen, die durch (bisweilen weit) übersteigende Kosten und Zinsen (auch der Prozessführung) den Höchstbetrag überstiegen und zu einem unkalkulierbaren Risiko seiner Verpflichtungen werden ließen. 
Die Aufnahme eines Höchstbetrages in die Bürgschaftsurkunde sei grundsätzlich so zu verstehen, dass sie das Risiko der Bürgschaftsverpflichtung in der Weise verringert – auch abweichend von § 767 Abs. 1 Satz 2 BGB –, dass der Bürge unter keinen Umständen für die Ansprüche des Kreditinstituts gegen den Hauptschuldner über den vereinbarten Höchstbetrag hinaus einstehen muss. Um dennoch Kreditzinsen und sonstige Kosten auch ohne Erweiterungsklausel durch eine Höchstbetragsbürgschaft absichern zu können, reagierten die Banken mit der Erhöhung der Bürgschaftssummen (etwa 10 bis 15 % über dem zu sichernden Kreditbetrag).